# Astrochelys radiata
Espèce
Synonymes
- Testudo radiata Shaw, 1802
- Testudo desertorum Grandidier, 1869
- Testudo hypselonota Bourret, 1941
- Geochelone radiata (Shaw, 1802)

Statut de conservation UICN

 CR A4d; E : 
En danger critique
Statut CITES
Répartition géographique
Astrochelys radiata, ou tortue étoilée de Madagascar ou tortue rayonnée, est une espèce de tortues de la famille des Testudinidae.

## Dénominations
Elle est appelée tortue étoilée de Madagascar ou tortue rayonnée en référence aux motifs de sa carapace.

## Caractéristiques

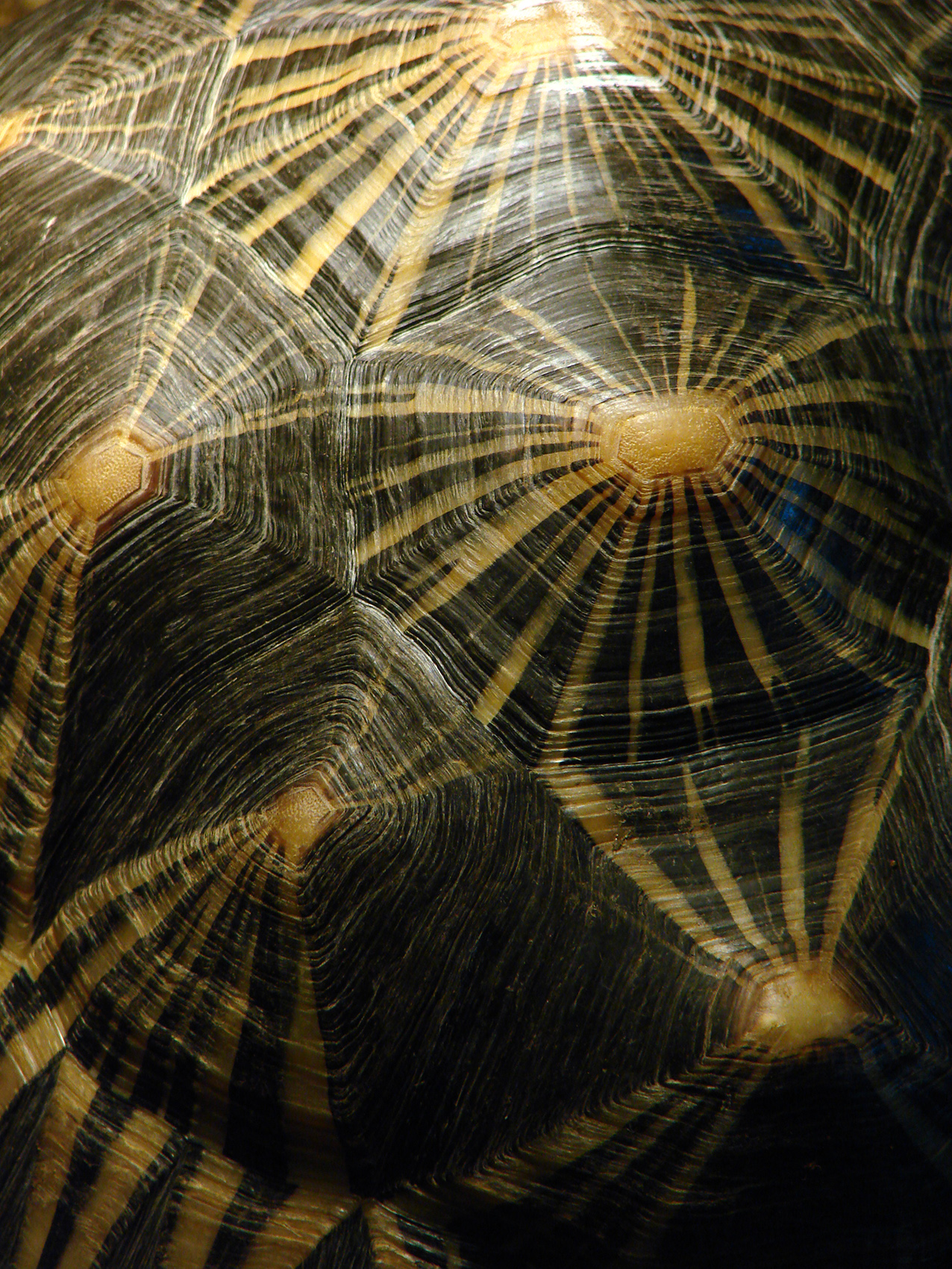
Détail de la carapace.

À l'âge adulte, elle mesure une quarantaine de centimètres de long pour les mâles et une trentaine pour les femelles. Elle peut alors peser 20 kg pour les mâles et 15 kg pour les femelles. Sa longévité est d'une centaine d'années.
La tortue étoilée de Madagascar la plus vieille et la plus anciennement enregistrée, était Tu'i Malila, qui a été présentée à la famille royale des Tonga par le capitaine James Cook peu de temps après son éclosion en 1777. Tu'i Malila est restée auprès de la famille royale tongane jusqu'à sa mort naturelle le 19 mai 1965, soit à 188 ans.

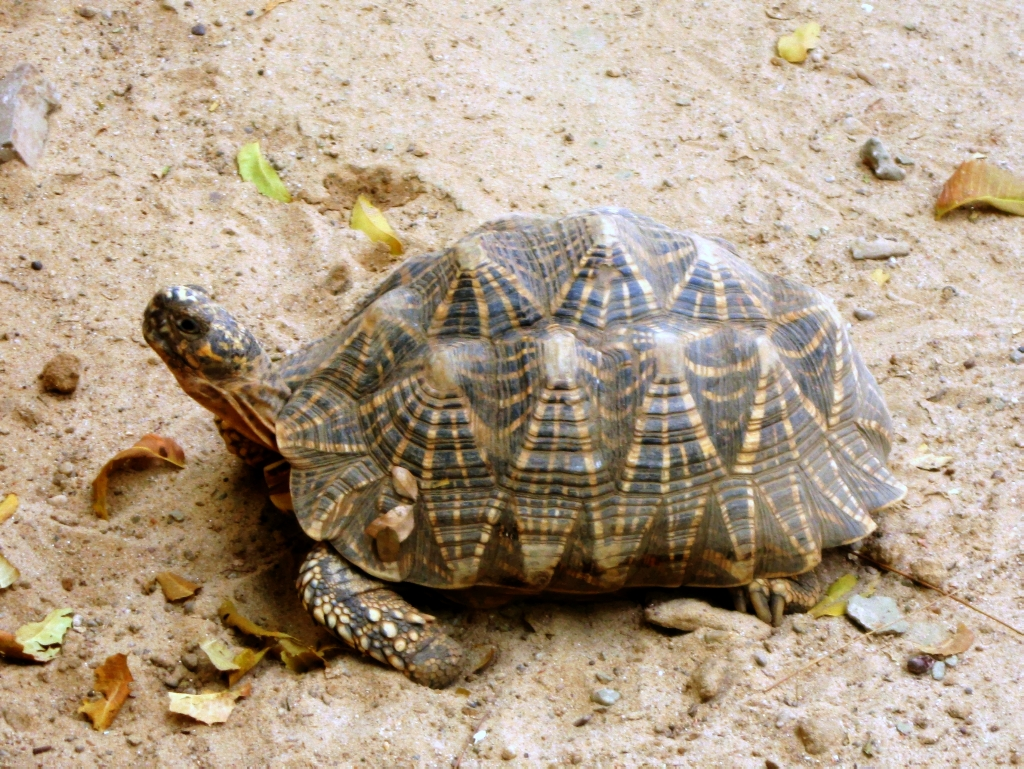
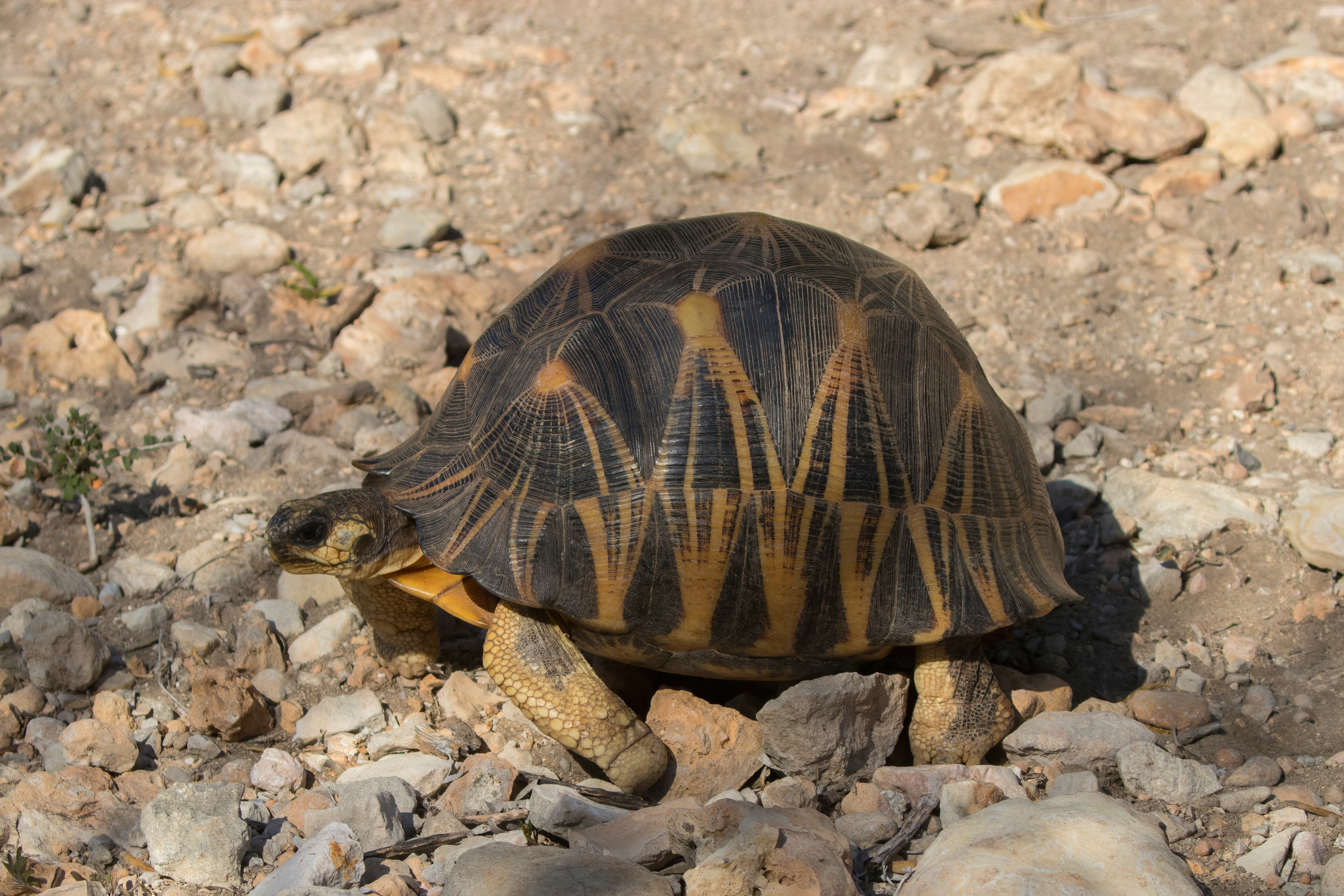

## Écologie et comportement

### Alimentation
Les tortues rayonnées étant herbivores, le pâturage constitue 80 à 90 % de leur régime alimentaire, auxquelles s'ajoutent des fruits et des plantes. Dans la nature, les cactus du genre Opuntia sont leur nourriture favorite. Les tortues rayonnées semblent privilégier les jeunes pousses, sans doute à cause de leur grand taux de protéine et leur faible teneur en fibres.

### Reproduction
Les mâles s'accouplent lorsqu'ils ont atteint une longueur de 31 cm alors que les femelles auraient besoin d'être plus longues. Le mâle entame une cour bruyante en agitant la tête et en reniflant les pattes postérieures et le cloaque de la femelle. Parfois, il peut soulever la femelle avec l'avant de sa carapace pour l'empêcher de s'éloigner. Le mâle se prépare ensuite à monter la femelle par l'arrière tout en frappant la région anale de son plastron contre la carapace de la femelle. Il siffle et grogne pendant la copulation. La procédure est très dangereuse et il est déjà arrivé que la carapace de la femelle se fende et perce les cavités vaginales et anales. Les femelles pondent de 3 à 12 œufs dans un trou de 15 à 20 cm de profondeur creusé préalablement puis s'en vont.
La période d'incubation est assez longue chez ces tortues et dure entre cinq et huit mois. À l'éclosion, les jeunes mesurent entre 3,2 et 4 cm et présentent une coloration blanche à blanc cassé. Ils arborent une haute carapace bombée rapidement après l'éclosion.

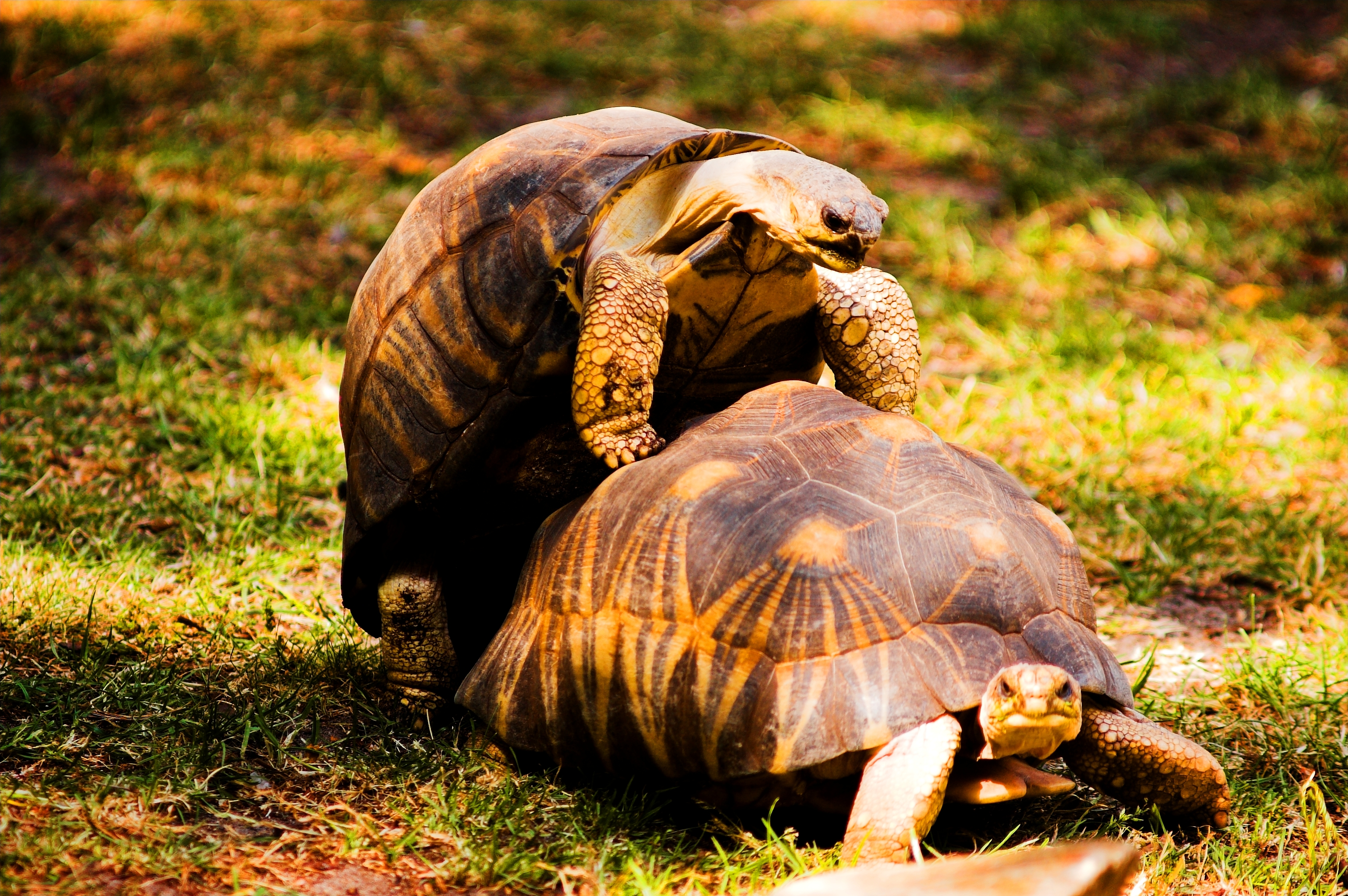
Individus en copulation.
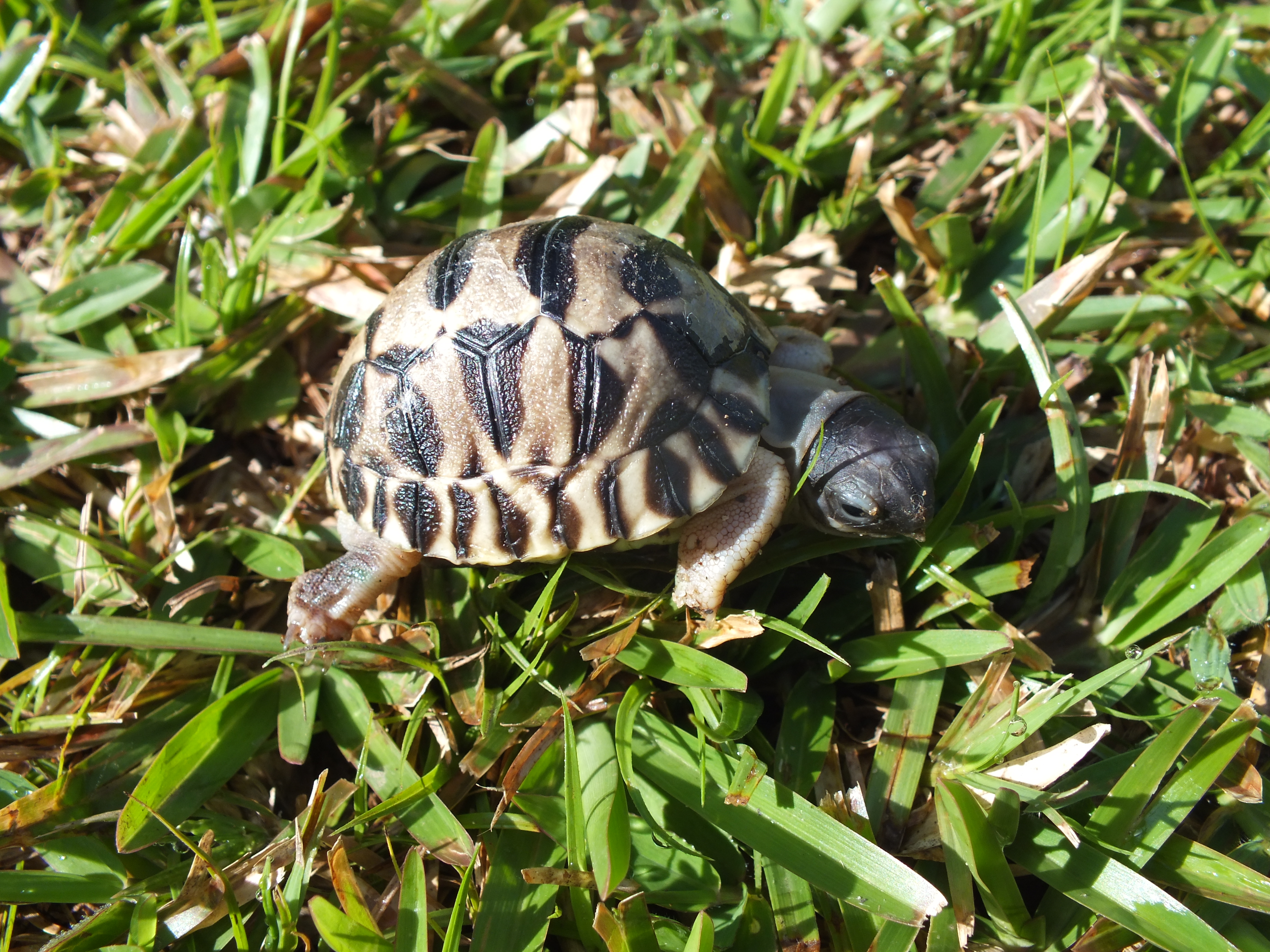
Jeune 7 jours après éclosion.

## Habitat et répartition

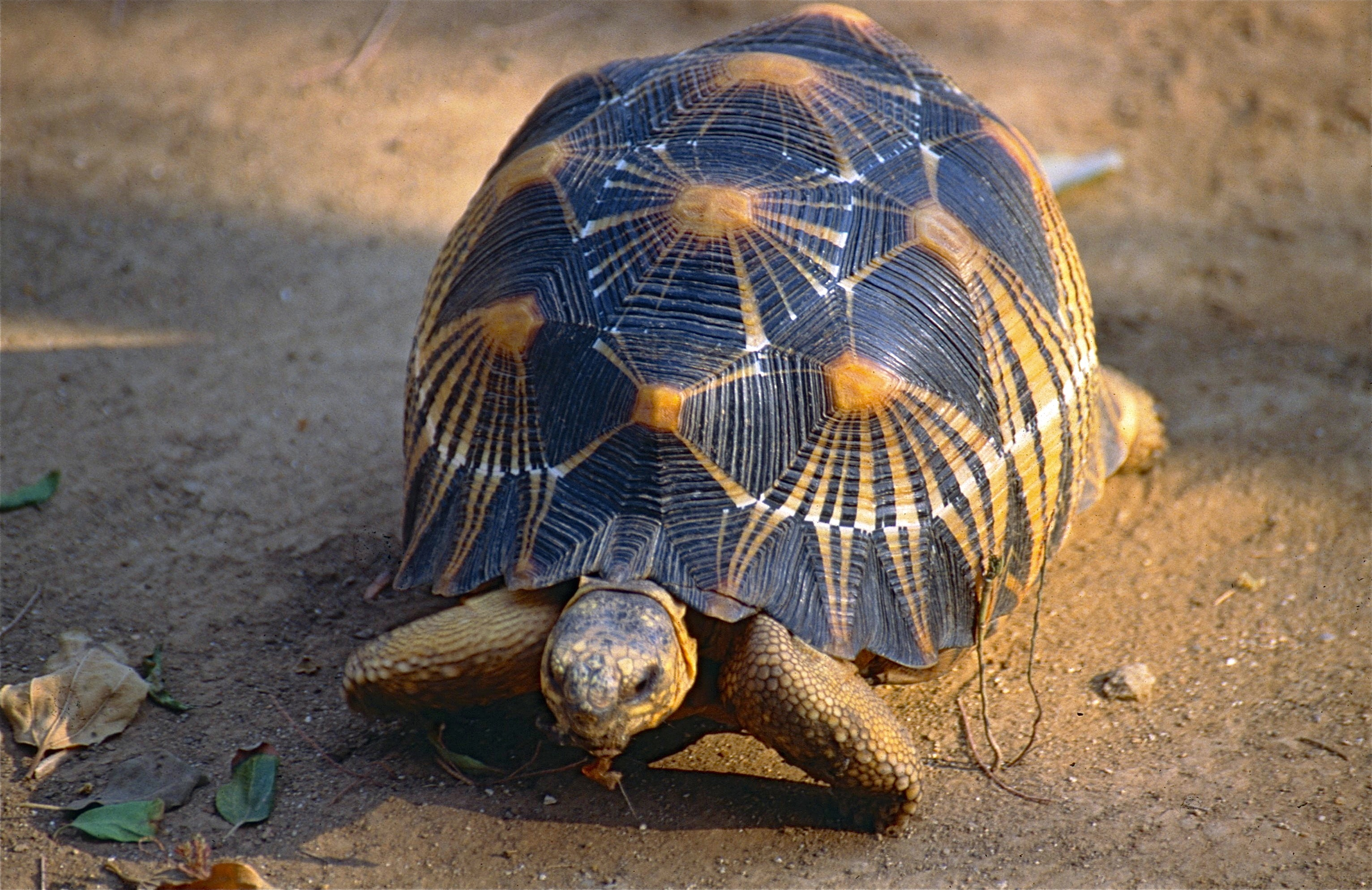
Tortue étoilée de Madagascar (Arboretum d'Antsokay, Madagascar).

Cette espèce est originaire du sud de Madagascar. Elle a été introduite à Maurice et à La Réunion. À Madagascar, elle vit dans la végétation broussailleuse xérophyte composée majoritairement de Didiereaceae.

## La tortue étoilée de Madagascar et l'espèce humaine

### Utilisation
La tortue étoilée de Madagascar est utilisée comme animal de compagnie, elle est particulièrement appréciée à l'île de La Réunion. La presse locale a déjà eu l'occasion d'indiquer qu'un foyer réunionnais sur deux possédait une ou plusieurs tortues de cette espèce descendant de spécimens importés il y a plusieurs générations. La déclaration de ces animaux aux autorités est désormais obligatoire.
L'espèce fait l'objet de trafics en Asie. En mai 2017, 330 spécimens des deux espèces du genre, A. yniphora et A. radiata ont notamment été récupérés vivants avant leur recel sur le marché asiatique, saisie effectuée par les douanes malaisiennes dans des caisses suspectes dans le terminal fret de l'aéroport international de Kuala Lumpur,.

### Statut de conservation et menaces
La tortue étoilée de Madagascar a été classée « en danger critique d'extinction » sur la liste rouge de l'Union internationale pour la conservation de la nature (UICN), lors de la dernière évaluation de son statut de conservation en 2008.

### Élevage conservatoire en captivité
La tortue étoilée de Madagascar fait l'objet d'un studbook européen d’élevage conservatoire (ESB) de l'Association européenne des zoos et aquariums (EAZA) coordonné par le Parken Zoo d'Eskilstuna en Suède.
L’espèce est, en janvier 2020, présentée dans 157 parcs zoologiques, pour un total de plus de 1 300 individus, dont un peu moins de la moitié en Europe.
La reproduction de l'espèce en captivité est rare. À titre d'exemple, une douzaine d'éclosions ont eu lieu sur une année dans différents zoos européens, notamment quatre au jardin zoologique de Lyon, en France.

### Dans la culture

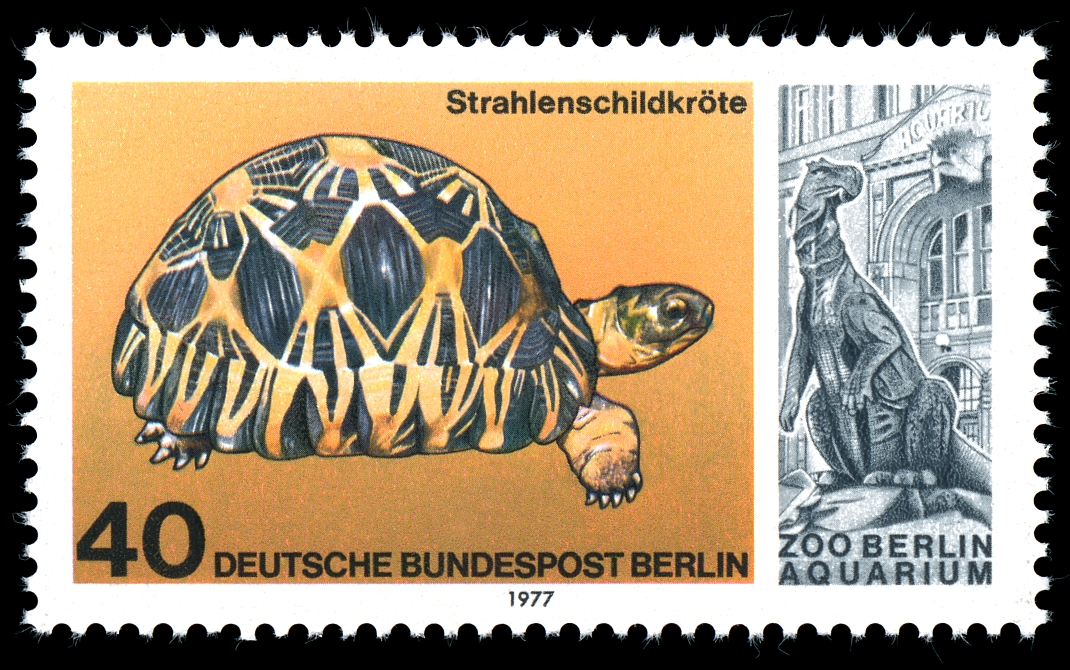
Timbre allemand

## Publication originale
- Shaw, 1802 : General Zoology, or Systematic Natural History. Amphibia. London: G. Kearsley, vol. 3, no 1, p. 1-312 (texte intégral).